# Rhinocosmetus gretathunbergae
Espèce
Rhinocosmetus gretathunbergae est une espèce d'araignées aranéomorphes de la famille des Theridiidae.

## Distribution
Cette espèce se rencontre en Indonésie au Kalimantan et à Sumatra et en Malaisie orientale.

## Description
Le mâle holotype mesure 2,50 mm et la femelle paratype 1,70 mm, les mâles mesurent de 2,20 à 2,50 mm et les femelles de 1,70 à 2,05 mm.

## Systématique et taxinomie
Cette espèce a été décrite par Vanuytven, Jocqué et Deeleman-Reinhold en 2024.

## Étymologie
Cette espèce est nommée en l'honneur de Greta Thunberg. 

## Publication originale
- Vanuytven, Jocqué & Deeleman-Reinhold, 2024 : « Two new theridiid genera from Southeast Asia (Araneae: Theridiidae, Argyrodinae): males with a nose for courtship. » Journal of the Belgian Arachnological Society, vol. 39, no 1, supplement, p. 1-96.